# Col de Strečno
Le col de Strečno, ou gorge de Strečno, est une vallée du nord-ouest de la Slovaquie, percée par la rivière Váh, entre les villes de Žilina et Vrútky, sur la commune de Strečno. Il divise la chaîne de montagnes de la Petite Fatra en deux, la Krivanska Fatra sur la rive droite, et la Lúčanska Fatra sur la rive gauche.
Voie de commerce stratégique depuis l'Antiquité, le col est entouré de plusieurs châteaux forts (notamment ceux de Strečno et Starhrad), permettant la perception d'un péage pour sa traversée. Durant le Moyen-Âge, le bois était descendu sur la Váh sur des radeaux, de nos jours, le rafting reste une attraction touristique majeure de la région. Le col fut le lieu de plusieurs batailles de la Seconde Guerre Mondiale, notamment en 1944, lors du soulèvement national slovaque. Désormais, le col reste un lieu de passage stratégique pour le pays, traversé notamment par l'autoroute D1 et la ligne de chemin de fer de Žilina à Cassovie (Košice).